# Заболоттівська сільська рада (Любомльський район)
Заболоттівська сільська рада — колишня адміністративно-територіальна одиниця та орган місцевого самоврядування в Любомльському районі Волинської області з адміністративним центром у селі Заболоття.
Припинила існування 14 листопада 2017 року через об'єднання до складу Головненської селищної територіальної громади Волинської області. Натомість утворено Заболоттівський старостинський округ при Головненській селищній громаді.

## Загальні відомості
Водоймища на території, підпорядкованій даній раді: озеро Лісне, Чакове, річка Тенетиска.

## Населені пункти
Сільській раді були підпорядковані населені пункти:
- с. Заболоття
- с. Гуменці
- с. Крушинець

## Склад ради
Рада складалась з 16 депутатів та голови.

### Керівний склад ради
| ПІБ                            | Основні відомості                                                    | Дата обрання | Дата звільнення |
| ------------------------------ | -------------------------------------------------------------------- | ------------ | --------------- |
| Голян Валентина Омелянівна     | Сільський голова, 1961 року народження, освіта, член народної партії | 26.03.2006   | 31.10.2010      |
| Згоранець Руслан Олександрович | Сільський голова, 1976 року народження, освіта вища, безпартійний    | 31.10.2010   |                 |

Примітка: таблиця складена за даними джерела

## Населення
За переписом населення України 2001 року в сільській раді мешкало 1267 осіб.

### Мова
Розподіл населення за рідною мовою за даними перепису 2001 року:
| Мова       | Відсоток |
| ---------- | -------- |
| українська | 99,92 %  |
| російська  | 0,08 %   |